# Coupe d'Allemagne de football 1938
Navigation
Édition précédente Édition suivante
La coupe d'Allemagne de football 1938 est la quatrième édition de la compétition. Elle a lieu du 9 octobre 1938 au 8 janvier 1939. Le Rapid de Vienne remporte pour la première fois de son histoire le trophée
Bien que le Rapid de vienne soit un club autrichien, il est intégré à la fédération allemande de football à la suite de l'Anschluss.

## Premier tour
Les résultats du premier tour
| Date           | Domicile                                  | Extérieur                              | Score         |
| -------------- | ----------------------------------------- | -------------------------------------- | ------------- |
| 27 - 08 - 1938 | Stettiner SC                              | MSV Yorck Boyen Insterbourg            | 1 - 1 (a. p.) |
| 28 - 08 - 1938 | VfB Peine                                 | Hambourg SV                            | 2 - 1         |
| 28 - 08 - 1938 | Neumeyer Nürnberg                         | Stuttgarter Kickers                    | 4 - 2         |
| 28 - 08 - 1938 | CSC 03 Kassel                             | FSV Francfort                          | 0 - 1         |
| 28 - 08 - 1938 | BC Hartha                                 | Sportfreunde 1920 Klausberg            | 4 - 1         |
| 28 - 08 - 1938 | Sportvereinigung Polizei Lübeck           | Fortuna Düsseldorf                     | 2 - 4         |
| 28 - 08 - 1938 | SC Opel Rüsselsheim                       | Alemannia Aix-la-Chapelle              | 2 - 1         |
| 28 - 08 - 1938 | Brandenburger SC Süd                      | Militär Turn-Verein 1896 Pommerensdorf | 3 - 0         |
| 28 - 08 - 1938 | Polizei SV Berlin                         | SV Vorwärts Gleiwitz                   | 2 - 3         |
| 28 - 08 - 1938 | SV Dessau 05                              | SV BEWAG Berlin                        | 2 - 1         |
| 28 - 08 - 1938 | Rot-Weiss Essen                           | FC St. Pauli                           | 5 - 1         |
| 28 - 08 - 1938 | Spielvereinigung Röhlinghausen Pluto 1913 | Werder Brême                           | 1 - 2         |
| 28 - 08 - 1938 | FC Carl Zeiss Jena                        | Hertha BSC                             | 1 - 2         |
| 28 - 08 - 1938 | SV Waldhof 07                             | Borussia Fulda                         | 4 - 0         |
| 28 - 08 - 1938 | SSVg Velbert                              | SG Eschweiler                          | 1 - 3         |
| 28 - 08 - 1938 | SC Westfalia Herne                        | SF Katernberg                          | 5 - 1         |
| 28 - 08 - 1938 | SC Victoria Hamburg                       | FC Schalke 04                          | 4 - 3         |
| 28 - 08 - 1938 | Eintracht Francfort                       | TSV 1860 Munich                        | 1 - 2         |
| 28 - 08 - 1938 | FC Fribourg                               | Hanovre 96                             | 3 - 1         |
| 28 - 08 - 1938 | VfB Preußen Greppin 1911                  | Dresdner SC                            | 0 - 13        |
| 28 - 08 - 1938 | Beuthen 09                                | Berliner SV                            | 3 - 2         |
| 28 - 08 - 1938 | SV Steinheim                              | 1.FC Nuremberg                         | 2 - 3 (a. p.) |
| 28 - 08 - 1938 | SSV Ulm 1846                              | SpVgg Fürth                            | 3 - 2         |
| 28 - 08 - 1938 | SC Blau-Weiß 06 Köln                      | SV Waldhof 07                          | 1 - 7         |
| 28 - 08 - 1938 | Bayern Munich                             | Union Böckingen                        | 7 - 0         |
| 28 - 08 - 1938 | Borussia Dortmund                         | 1. FC Phönix Lübeck                    | 1 - 2         |
| 28 - 08 - 1938 | Arminia Bielefeld                         | Kieler SV Holstein                     | 5 - 1         |
| 28 - 08 - 1938 | Blau-Weiß 90 Berlin                       | TSV Swinemünde                         | 5 - 1         |
| 28 - 08 - 1938 | Riesaer SV                                | Wacker 04 Berlin                       | 2 - 1         |
| 28 - 08 - 1938 | Hindenburg Allenstein                     | Preussen Danzig                        | 2 - 0         |
| 11 - 09 - 1938 | VfB Stuttgart                             | Karlsruher FC Phönix                   | 7 - 1         |
| 11 - 09 - 1938 | FC Hanau 93                               | VfB Mühlburg                           | 0 - 4         |

Match rejoué
| Date           | Domicile                   | Extérieur    | Score |
| -------------- | -------------------------- | ------------ | ----- |
| 11 - 09 - 1938 | MSV Yorck Boyen Insterburg | Stettiner SC |       |

## Deuxième tour
Les résultats du deuxième tour.
| Date           | Domicile                   | Extérieur             | score        |
| -------------- | -------------------------- | --------------------- | ------------ |
| 11 - 09 - 1938 | FSV Frankfurt              | BC Hartha             | 3 - 1        |
| 11 - 09 - 1938 | Fortuna Düsseldorf         | SC Opel Rüsselsheim   | 7 - 1        |
| 11 - 09 - 1938 | SV Vorwärts Gleiwitz       | SV Dessau 05          | 2 - 1        |
| 11 - 09 - 1938 | Werder Brême               | Rot-Weiss Essen       | 2 - 3        |
| 11 - 09 - 1938 | Hertha BSC Berlin          | Hindenburg Allenstein | Match annulé |
| 11 - 09 - 1938 | SG Eschweiler              | SV Waldhof 07         | 1 - 2        |
| 11 - 09 - 1938 | SC Westfalia Herne         | SC Victoria Hamburg   | 5 - 1        |
| 11 - 09 - 1938 | TSV 1860 Munich            | FC Fribourg           | 3 - 1        |
| 11 - 09 - 1938 | Dresdner SC                | Beuthen 09            | 10 - 1       |
| 11 - 09 - 1938 | 1. FC Nuremberg            | SSV Ulm 1846          | 2 - 1        |
| 11 - 09 - 1938 | VfR Mannheim               | Bayern Munich         | 2 - 1        |
| 11 - 09 - 1938 | 1. FC Phönix Lübeck        | Arminia Bielefeld     | 3 - 2        |
| 18 - 09 - 1938 | VfB Stuttgart              | Neumeyer Nürnberg     | 2 - 1        |
| 25 - 09 - 1938 | Blau-Weiß 90 Berlin        | Riesaer SV            | 3 - 1        |
| 25 - 09 - 1938 | MSV Yorck Boyen Insterburg | Brandenburger SC Süd  | 1 - 4        |

## Huitièmes de finale
Les résultats des huitièmes de finale.
| Club recevant        | Score | Club visiteur                |
| -------------------- | ----- | ---------------------------- |
| FSV Francfort        | 3 -1  | Fortuna Düsseldorf           |
| SV Waldhof 07        | 6 -0  | SC Westfalia Herne           |
| VfB Mühlburg         | 2 -1  | VfB Stuttgart                |
| TSV 1860 München     | 3 -0  | Dresdner SC                  |
| Brandenburger SC Süd | 0 -1  | Vorwärts-Rasensport Gleiwitz |
| 1. FC Nuremberg      | 1 -0  | VfR Mannheim                 |
| Rot-Weiss Essen      | 3 -0  | Hertha BSC                   |
| SV Blau-Weiss Berlin | 1 -0  | 1. FC Phönix Lübeck          |

## Tour éliminatoire
Les résultats du tour éliminatoire
| Date           | Domicile             | Extérieur       | score         |
| -------------- | -------------------- | --------------- | ------------- |
| 06 - 11 - 1938 | SV Waldhof 07        | Rot-Weiss Essen | 3 - 2 (a. p.) |
| 06 - 11 - 1938 | Blau-Weiß 90 Berlin  | TSV 1860 Munich | 1 - 2         |
| 06 - 11 - 1938 | FSV Francfort        | VfB Mühlburg    | 3 - 1         |
| 06 - 11 - 1938 | SV Vorwärts Gleiwitz | 1. FC Nuremberg | 2 - 4         |
| 06 - 11 - 1938 | First Vienna FC      | Admira Wien     | 6 - 0         |
| 06 - 11 - 1938 | Rapid Wien           | Austro Fiat     | 5 - 1         |
| 06 - 11 - 1938 | Wiener Sportklub     | SC Wacker Wien  | 1 - 0         |
| 06 - 11 - 1938 | Grazer SC            | Austria Wien    | 3 - 2         |

## Quarts de finale
Les résultats des quarts de finale.
| Club recevant     | Score | Club visiteur        |
| ----------------- | ----- | -------------------- |
| 1. FC Nuremberg   | 3 -1  | First Vienna FC 1894 |
| SV Waldhof 07     | 2 -3  | Rapid Vienne         |
| TSV 1860 Munich   | 1 -2  | FSV Francfort        |
| Wiener Sport-Club | 6 -1  | Grazer SC            |

## Demi-finales
Les résultats des demi-finales.
| Club recevant | Score | Club visiteur     |
| ------------- | ----- | ----------------- |
| Rapid Vienne  | 2 -0  | 1. FC Nuremberg   |
| FSV Francfort | 3 -2  | Wiener Sport-Club |

## Finale
| Entraîneur :  |
| Martin Eiling |

| Entraîneur :   |
| Leopold Nitsch |

| Entraîneur :  |
| Martin Eiling |

| Entraîneur :   |
| Leopold Nitsch |